# Москва в годы Великой Отечественной войны
Москва́ в го́ды Вели́кой Оте́чественной войны́ — период в истории города Москвы, хронологически связанный с периодом Великой Отечественной войны 1941—1945 годов.

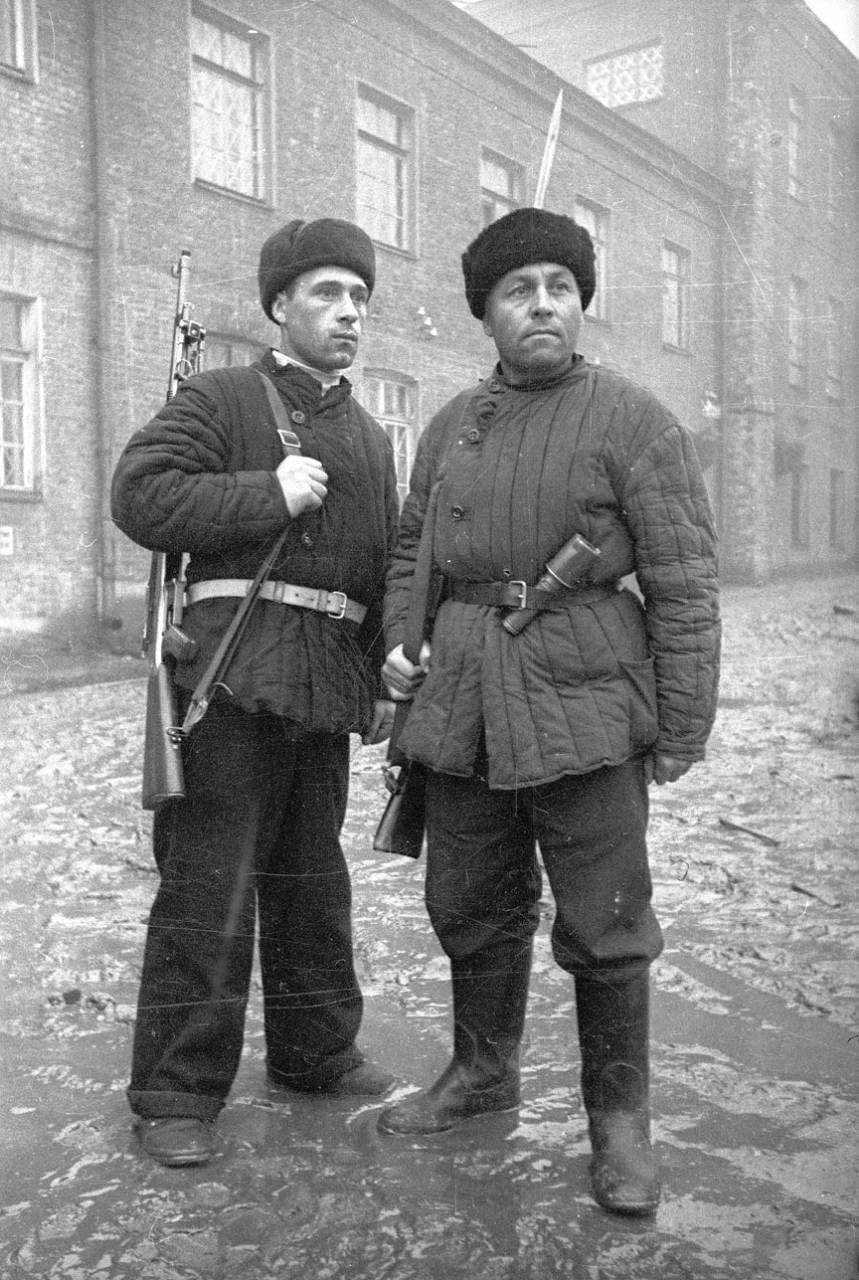
Фото А. В. Устинова «Московские рабочие-ополченцы у рубежей Москвы», октябрь 1941 года

## История

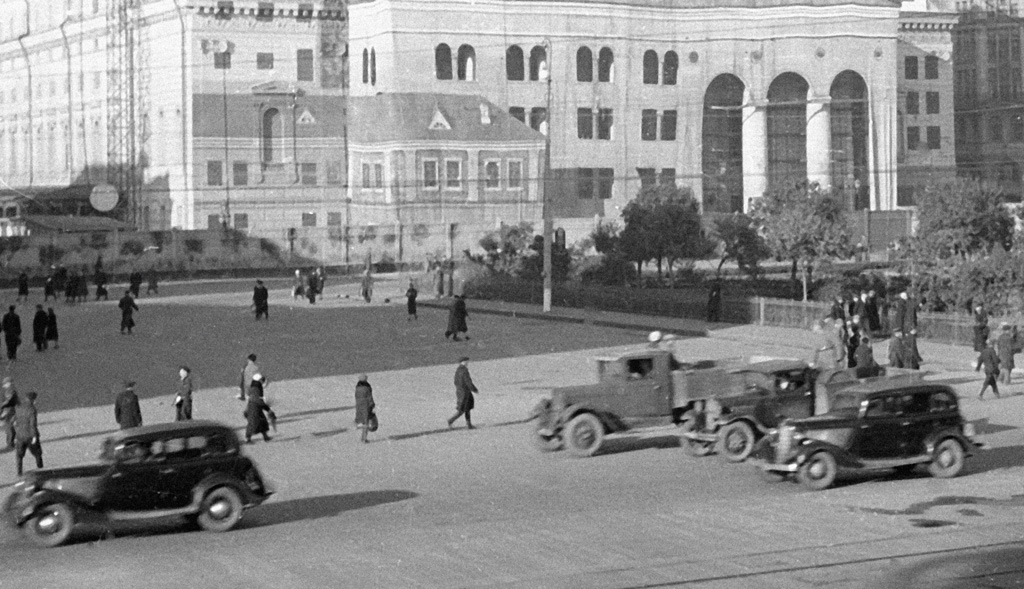
Маскировка Большого театра

К началу Великой Отечественной войны (ВОВ), Москва представляла собой политический, промышленный, культурный и исторический центр государства с населением около 4-х миллионов 600 тысяч человек. Первым секретарем Московского городского комитета КПСС до войны и в годы войны был генерал-полковник Щербаков Александр Сергеевич (1938—1945), председателями Исполкома Моссовета — Пронин Василий Прохорович (1939—1944) и Попов Георгий Михайлович (1944—1950).
22 июня 1941 года Нацистская Германия напала на Советский Союз. Москва, будучи столицей, стала и военным центром государства.
В первые дни войны в столице проводилась организация её обороны. Формировались дивизии народного ополчения, противовоздушная оборона города. В городе строились баррикады. К концу 1941 года в Москве и Московской области было организовано около 200 военных госпиталей.

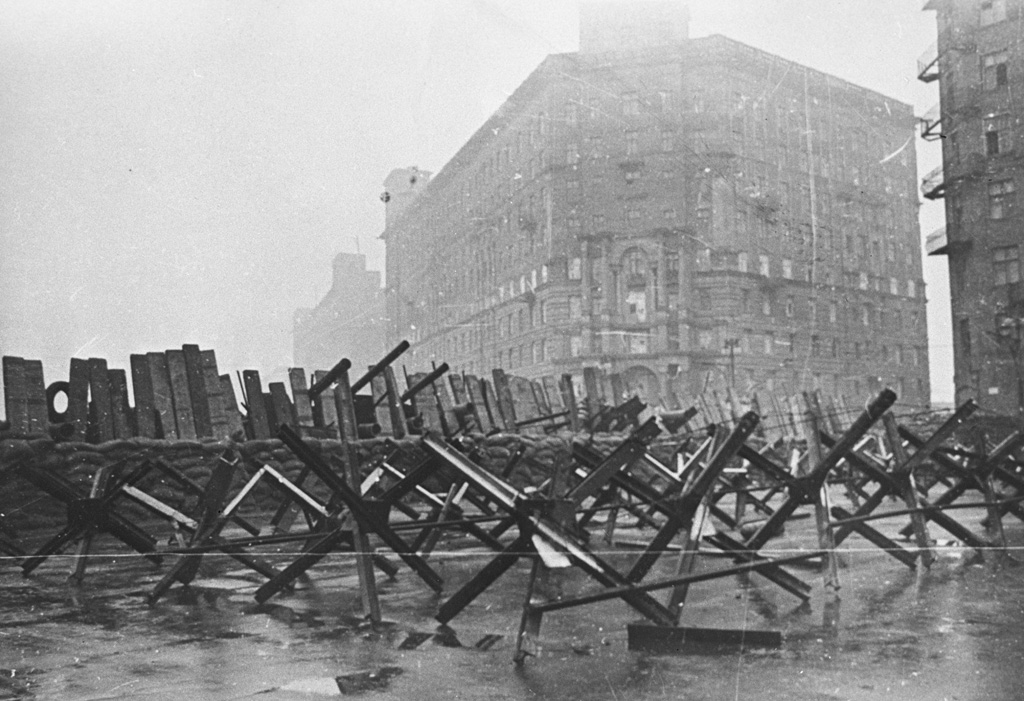
Баррикады на улицах Москвы

В целях защиты от фашистских бомбардировщиков над городом запускались дирижабли, проводилась маскировка зданий. Были перекрашены в чёрный цвет купола соборов, зачехлены звёзды на башнях Кремля, над мавзолеем построено двухэтажное здание, стал неузнаваемым облик Большого театра, на Манежной и Красной площадях были установлены фанерные декорации домов, от Спасских до Боровицких ворот протянута песчаная дорога. Жёлтые фасады кремлёвских зданий перекрасили в серый цвет. Центр Москвы стал неузнаваемым для лётчиков. Всего в Московской зоне обороны было построено 676 км. противотанковых рвов, 445 км. эскарпов и контрэскарпов, около 30 тыс. огневых точек, дзотов и дотов, 1300 км. проволочных заграждений.  

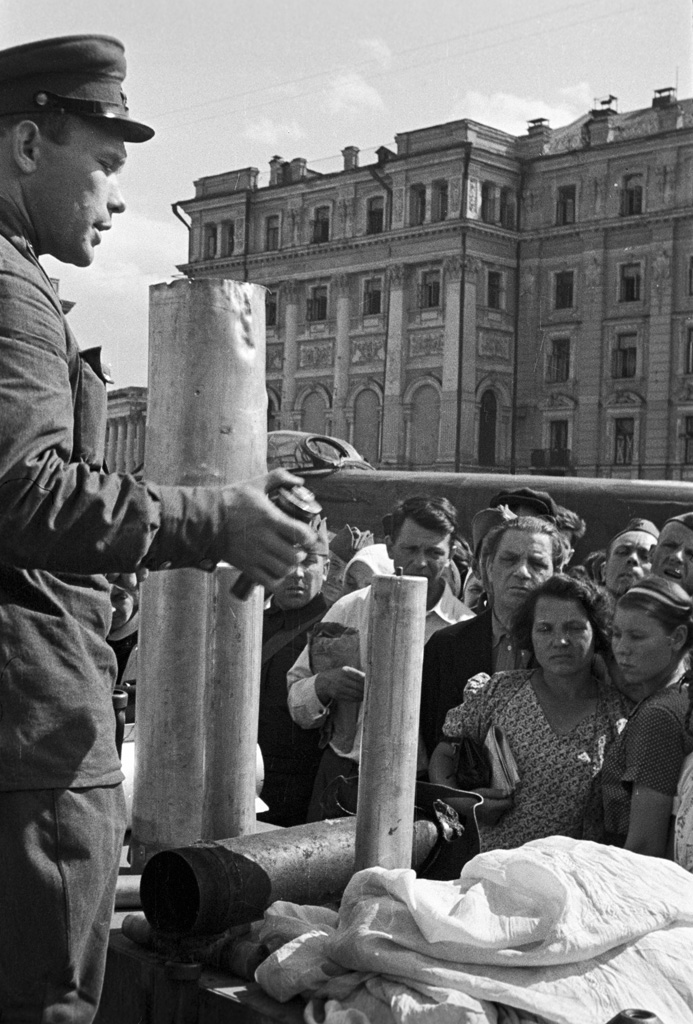
Красноармеец проводит занятия с населением города по обезвреживанию немецких зажигательных авиабомб на площади Свердлова в Москве, 1 сентября 1941 г.

Первая бомбардировка Москвы произошла 22 июля 1941 года, ровно спустя месяц после нападения Германии на СССР. На Москву было сброшено около 10 тысяч зажигательных бомб. В дальнейшем Москву бомбили с воздуха в основном ночью. От бомбежек жители спасались в бомбоубежищах, подвалах зданий и в метро.
В связи с угрозой, с первых дней войны, из Москвы началась эвакуация предприятий, учебных и научных заведений, музейных ценностей, людей. Был создан Совет по эвакуации. 27 июня 1941 года издано постановление «О порядке вывоза и размещения людских контингентов и ценного имущества». Только за 1941—1942 годы из Москвы было эвакуировано около 210 предприятий. Эвакуация проводилась в восточные районы страны. Оставшиеся в Москве предприятия перешли на выпуск оборонной продукции. Доля военной продукции к ноябрю 1941 года достигла 94%. В июне 1941 года было эвакуировано из Мавзолея в г. Тюмень тело В. И. Ленина, в апреле 1945 года оно было возвращено в Москву.
В 1941 году в Москве сформировано 12 дивизий народного ополчения (1, 2, 4, 5, 6, 7, 8, 9, 13, 17, 18, 21-я дивизии), 25 истребительных батальонов, 25 батальонов МПВО, 4 ремонтно-восстановительных полка, Истребительный мотострелковый полк управления НКВД, Отдельная мотострелковая бригада особого назначения НКВД.
В годы войны в Москве не прекращалось обучение командных, политических и военно-инженерных кадров. Работали военные академии, частично — гражданские ВУЗы, работало метро.
Осуществление операции «Тайфун» по захвату Москвы немецкая армия начала 30 сентября 1941 года. 20 октября Москва была объявлена на осадном положении. Суровые меры военного времени практически прекратили начавшуюся панику среди населения.
12 октября 1941 года Государственный комитет обороны СССР (ГКО СССР) принял решения о возведении в районе Москвы оборонительных рубежей. Главный рубеж строился в форме полукольца в 15 — 20 км. от города. Городской рубеж проходил по Окружной железной дороге. Подступы к Москве были опоясаны рвами и завалами деревьев.
Оборона организовывалась по принципу прикрытия наиболее важных в стратегическом отношении районов. 6 и 7 ноября в Москве состоялись традиционные заседания Моссовета и парад войск на Красной площади, а 5-6 декабря части юго-западного фронта перешли в контрнаступление. Всего за несколько недель фронт был отодвинут от Москвы на запад на 100—250 километров.
Крупнейшей битвой во Второй мировой войне была Битва за Москву. Она началась 30 сентября 1941 года. Москву обороняли 16 армия Рокоссовского, 5-я армия Говорова, 43-я армия Голубева. Ими прикрывались важнейшие в стратегическом отношении районы. 5-6 декабря части юго-западного фронта перешли в контрнаступление. За несколько недель фронт был отодвинут от Москвы на 100—250 километров. В ходе битвы были сорваны планы Гитлера, касающиеся быстрой победы над Советским Союзом. Московская битва проходила с 30 сентября 1941 года по 20 апреля 1942 года. В ней советские войска впервые с начала Второй мировой войны нанесли крупное поражение Нацистской Германии. Гитлеровский план «молниеносной войны» был сорван.
После ликвидации непосредственной угрозы в 1943 году в Москве открылось отделение консерватории. Продолжал работать Московский университет. В МГУ за 1941—1945 годы защищено 106 докторских и 520 кандидатских диссертаций. Работали театры: Музыкальный театр имени К. С. Станиславского и Вл. И. Немировича-Данченко, Театр драмы, Театр имени Евг. Вахтангова, Центральный театр транспорта, МХАТ, Театр им. Моссовета, Театр имени М. Н. Ермоловой и др. Работала киностудия документальных фильмов. Московские композиторы создавали музыкальные произведения, среди которых популярностью пользовались песни на военную тематику: «Священная война» А. Александрова, «В лесу прифронтовом» М. Блантера, «В землянке» К. Листова, «Шумел сурово брянский лес» С. Каца, «Жди меня» М. Блантера и др.

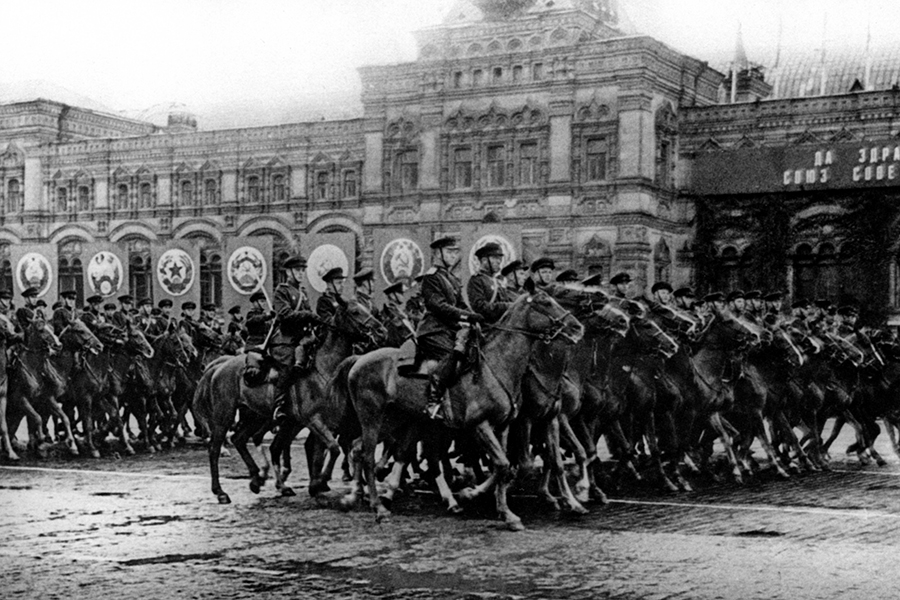
Парад Победы 24 июня 1945 года

Закончилась Великая Отечественная война историческим Парадом Победы в Москве на Красной площади 24 июня 1945 года.

## Промышленность
В 1941—1945 годы в Москве работали предприятия, основной продукцией которых было военная. Выполнялись заказы фронта по выпуску вооружения, боеприпасов, одежды и др. В городе проектировались и создавались новые виды вооружения (стрелковое, зенитная артиллерия, радиолокация), серийный выпуск которых осваивался на других заводах страны.
Московские труженики текстильной, лёгкой и пищевой отраслей промышленности сшили миллионы комплектов военного обмундирования, только в 1944 году отправили на фронт 3,2 млн пар армейской обуви, а в шелковой промышленности было изготовлено 6 млн м² парашютных тканей. Пищевая промышленность города обеспечивала снабжение фронта сухарями, макаронами, мясными и колбасными изделиями, кондитерскими и молочными изделиями, табаком, папиросами, спиртными напитками и др.
Проводимое между предприятиями и их работниками Всесоюзное социалистическое соревнование способствовало увеличению выпуска продукции.
К концу войны часть машиностроительных заводов столицы прекратила выпуск оборонной продукции и перешла на выпуск продукции для народного хозяйства: станков, тракторов, двигателей и др. В 1944—1945 годах в Москве развёртывались строительные работы, на которые в 1945 году выделялось около 2 млрд руб.

## Разрушения
При бомбардировках немецкой авиацией Москвы подверглись разрушениям: здание Большого театра (500 кг бомба разорвалась в вестибюле театра), здания Арсенала Кремля, кремлёвской комендатуры, Большого Кремлёвского дворца (бомба не взорвалась), водопровод, городские коммуникации, Тушинский аэродром, корпус Московского государственного университета на Моховой улице.
За время интенсивных бомбардировок в Москве, проходящих по апрель 1942 года, немцы разрушили 19 предприятий, 69 общественных и 226 жилых зданий, пострадало 316 предприятий, 110 общественных и 641 жилых зданий. От взрывов и пожаров погибло 2196 жителей. Потери фашистов — 1392 самолётов, сбитых над Москвой.

## Героизм москвичей на фронтах войны

Памятник «Прощание славянки» на Белорусском вокзале

За годы Великой Отечественной войны звания Героя Советского Союза удостоены 146 москвичей, включая в войне с Японией 2 человека (посмертно 34 человека). Из них за таран вражеских самолётов в воздухе — лётчики А. Н. Годовиков, В. П. Кустов, А. В. Мастерков, Е. М. Рыжов, В. П. Смирнов; за действия в партизанских отрядах, в подполье: Б. М. Дмитриев, Е. В. Клумов, В. В. Павлов; под гусеницами танков с гранатами погибли А. И. Гусев, И. В. Панганис.
Подвиги москвичей на фронтах войны увековечены в названиях московских улиц (улицы Гастелло, Доватора, Ефремова, Зои и Александра Космодемьянских, Клочкова, Панфилова, Талалихина, проспект Маршала Жукова и др.), в памятниках и монументах.

## Награды
8 мая 1965 года, в ознаменование 20-летия победы советского народа в Великой Отечественной войне 1941—1945 годов, Москве было присвоено почетное звание «Город Герой» с вручением ордена Ленина и медали «Золотая Звезда».
1 мая 1944 года Указом Президиума ВС СССР учреждена медаль «За оборону Москвы».

## Память
В 1986 году в Москве на Поклонной горе создан Центральный музей Великой Отечественной войны. Музей является составной частью мемориального комплекса Победы.
Государственный музей обороны Москвы, основанный в 1979 году в память о защитниках Москвы, рассказывает об обороне города в годы Великой Отечественной войны, о Московской битве.
В 1985 году вышел на экраны фильм «Битва за Москву» (режиссёр и сценарист Юрий Озеров), к 70-летию Битвы под Москвой — фильм «Битва за Москву — пролог великой Победы».
Во многих школах Москвы работают Военно-исторические музеи, проводящие работу по поиску, систематизации и накоплению материалов, касающихся москвичей — участников Великой Отечественной войны и жизни города в годы войны.
Военная тематика отражена в произведениях московских поэтов и писателей: Р. Рождественского, Б. Окуджавы, А. Твардовского, Ю. Бондарева, А. Толстого, А. Фадеева и др.